# Архиепархия Ливерпуля
Архиепархия Ливерпуля — римско-католическая митрополия с центром в городе Ливерпуль графства Мерсисайд в Англии. Основан 28 октября 1911 года, отделившись от митрополии Вестминстера.
Площадь архидиоцеза составляет 1165 км² и включает графства: западную часть Ланкашир, частично Мерсисайд, Чешир, Большой Манчестер, Западный Дерби и Остров Мэн. Диоцез насчитывает 214 приходов. Кафедральный собор — архитектурный шедевр (1967), собор Христа Вседержителя на Mount Pleasant в Ливерпуле .
В настоящий момент, с 21 марта 2014 года, кафедру архиепископа Ливерпуля занимает Малькольм МакМаон, 9-й архиепископ Ливерпуля, до этого его занимал Патрик Келли, который находился на этой должности с 21 мая 1996 года по 27 февраля 2013 года.